# Spoletta volante

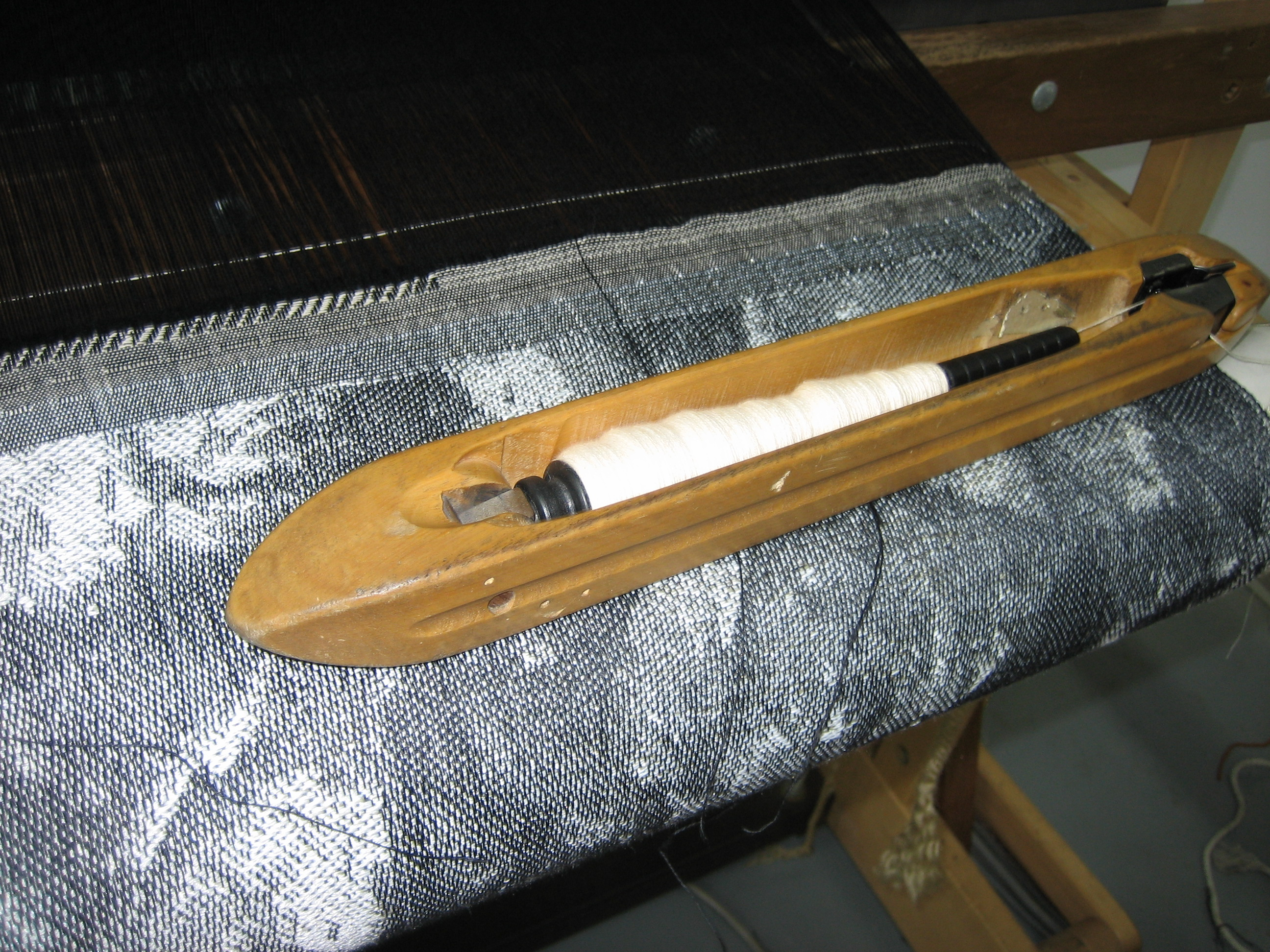
Spoletta volante tradizionale

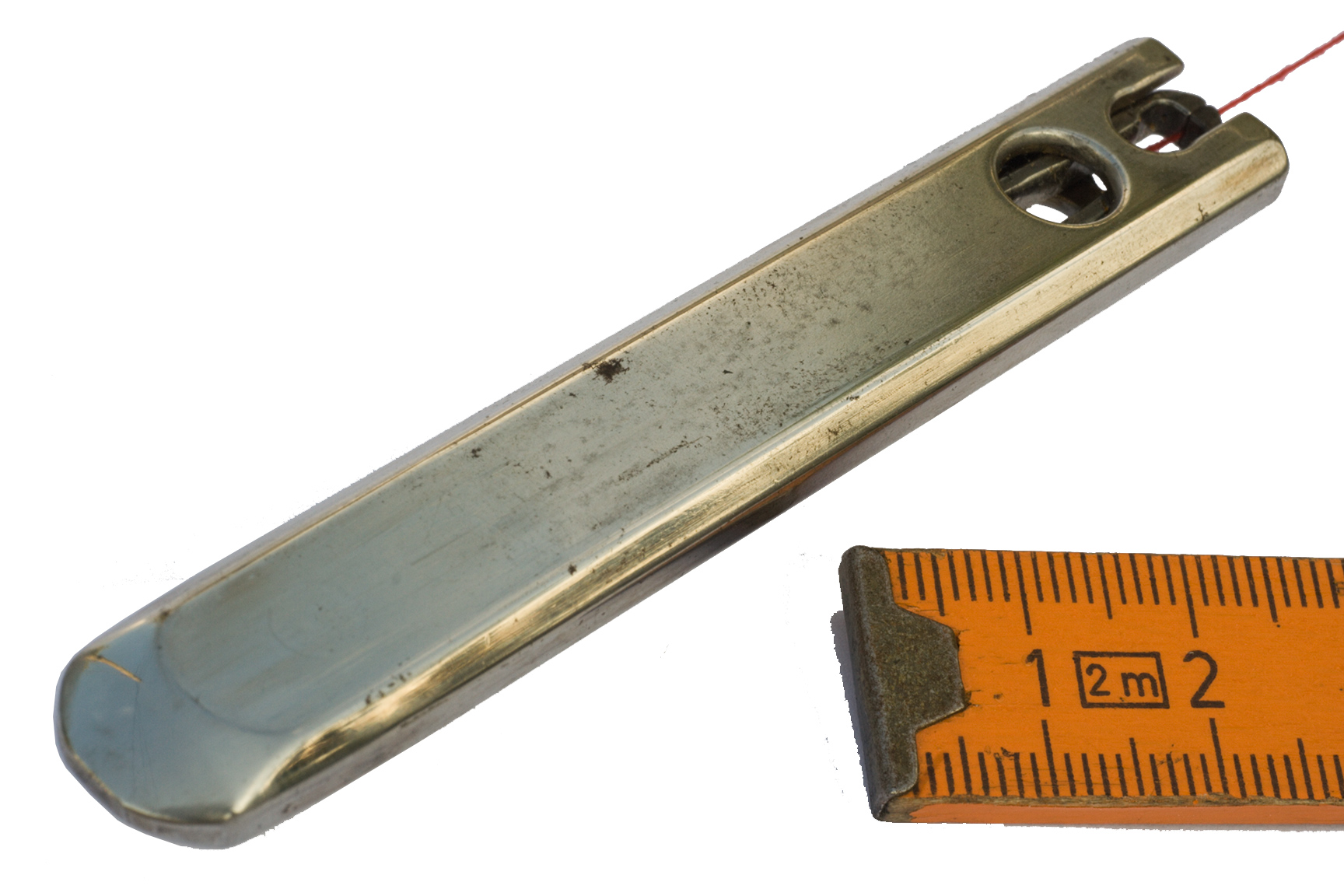
Moderna spoletta volante

La spoletta volante o navetta lanciata (in inglese flying shuttle) è un congegno utilizzato con un telaio da tessitura.

## Storia
Fu inventata e brevettata nel 1733 da John Kay per consentire la tessitura automatica, anche se un progetto di telaio automatico con navetta lanciata è illustrata sul Codice Atlantico (foglio 985, retro, ex 356) di Leonardo da Vinci. 
Il congegno inizialmente non fu né compreso né utilizzato, soprattutto perché influenzava la seconda fase di produzione - la tessitura - e non la prima fase - la filatura. In seguito, con l'aumento di produzione derivato dall'invenzione del filatoio meccanico a lavoro intermittente di James Hargreaves nel 1764, la spoletta volante venne utilizzata per chiudere il ciclo di produzione dell'industria tessile del XVIII secolo.

## Struttura
Consiste in una navetta (piccolo manufatto in legno di forma affusolata) che contiene una spoletta dove è avvolto il filato. Essa viene lanciata da un lato all'altro dell'ordito da un apposito congegno posizionato sul portapettine (cassa battente) di un telaio da tessitura. Correndo velocemente attraverso il passo (il varco aperto tra la serie dei fili di ordito pari e quelli dispari), scivola sulla serie inferiore, srotolando il filato della trama e va a collocarsi sull'altro lato del telaio nell'apposito alloggiamento da dove verrà lanciata alla battuta successiva. Il lancio era ottenuto, nei primi telai meccanizzati, con il tirare una maniglia che azionava la molla di lancio, successivamente l'operazione divenne completamente automatica.
Prima della sua invenzione il tessitore doveva mettere la navetta nel passo con una mano, spingerla con forza e prenderla con l'altra mano quando arrivava sul lato opposto, poi lasciarla per mettere le mani sul pettine e battere per avvicinare il filo di trama. Con la navetta lanciata serve solo una mano per far muovere la navetta, l'altra rimane sul pettine per la battuta, quindi consente in pochi secondi di effettuare un lavoro che richiedeva un tempo molto maggiore e su un telaio di misura superiore a 1,20/1,40 m (la larghezza delle braccia) evita la presenza di due tessitori.
Oggi nei telai meccanizzati più recenti la spoletta lanciata, un appiattito manufatto metallico, è sparata da un getto d'aria compressa o da apposite pinze.